# Effet Gibbs-Thomson
Pour les articles homonymes, voir Thomson.
En chimie physique, l'effet Gibbs-Thomson décrit la relation entre la tension de surface et la pression de vapeur saturante d'un système composé de deux phases. Elle est nommée d'après les physiciens Josiah Willard Gibbs, et Joseph John Thomson. 

## Énoncé
Dans un système composé de deux phases gaz et liquide (ou solide), cet effet est décrit par l'équation de Gibbs-Thomson, qui est donné par :
{\displaystyle {\frac {p}{p_{\rm {vapeur}}}}=\exp \!\left({\frac {R_{\rm {critique}}}{R}}\right)}
{\displaystyle R_{\rm {critique}}={\frac {2\cdot \sigma \cdot V_{\rm {atome}}^{\rm {gouttelette}}}{k_{\rm {B}}\cdot T}}}
où :
{\displaystyle R} est le rayon de la gouttelette
{\displaystyle \sigma \ } est la tension de surface de la gouttelette,
{\displaystyle V_{\rm {atome}}^{\rm {gouttelette}}} le volume d'un atome dans la goutte,
{\displaystyle k_{\rm {B}}} la constante de Boltzmann,
{\displaystyle p_{\rm {vapeur}}} la pression de vapeur saturante,
{\displaystyle p} la pression partielle,
{\displaystyle T} la température.
Cette équation suppose que le gaz environnant est considéré comme parfait. Elle montre que la pression de vapeur saturante augmente lorsque le rayon de la gouttelette diminue.

## Applications
L'effet Gibbs-Thomson permet notamment d'expliquer le mûrissement d'Ostwald, qui consiste à décrire l'évolution d'une distribution de gouttelettes (ou de nanoparticules) par la diffusion, dans un système en équilibre entre deux phases.